# Ostrorogowie herbu Nałęcz
Ostrorogowie – ród magnacki z wielkopolski, wywodzący się z rodu Nałęczów.
Do wielkiego znaczenia doprowadził Sędziwój z Ostroroga (zm. 1441).
Ostrorogowie w trakcie swojej świetności posiadali urzędy kasztelana poznańskiego, międzyrzeckiego i kaliskiego, wojewody poznańskiego, podczaszego koronnego i regimentarza.
Dobra ziemskie Ostrorogów koncentrowały się w zachodniej Wielkopolsce i województwie ruskim.

## Znani członkowie
- Sędziwój z Ostroroga
- Stanisław Julian Ostroróg (1830-1890), pisarz, wynalazca i wzięty fotograf znanych osobistości, jako Walery
- Stanisław Julian Ignacy Ostroróg (1863-1929/35), fotograf, przejął działalność po ojcu, jako Walery i szereg innych pseudonimów
- Leon Ostroróg (1867-1932), trzeci syn pisarza i fotografa Stanisława; doradca osmańskiego ministra sprawiedliwości, autor wielu prac m.in. książki The Turkish problem: things seen and a few deductions. Należała do niego jedna z luksusowych willi w Kandilli na brzegu Bosforu w Stambule.
- Stanislas Ostroróg (1897-1960), syn Leona, dyplomata francuski, ambasador w Dublinie i w Indiach